# Heino von Rantzau

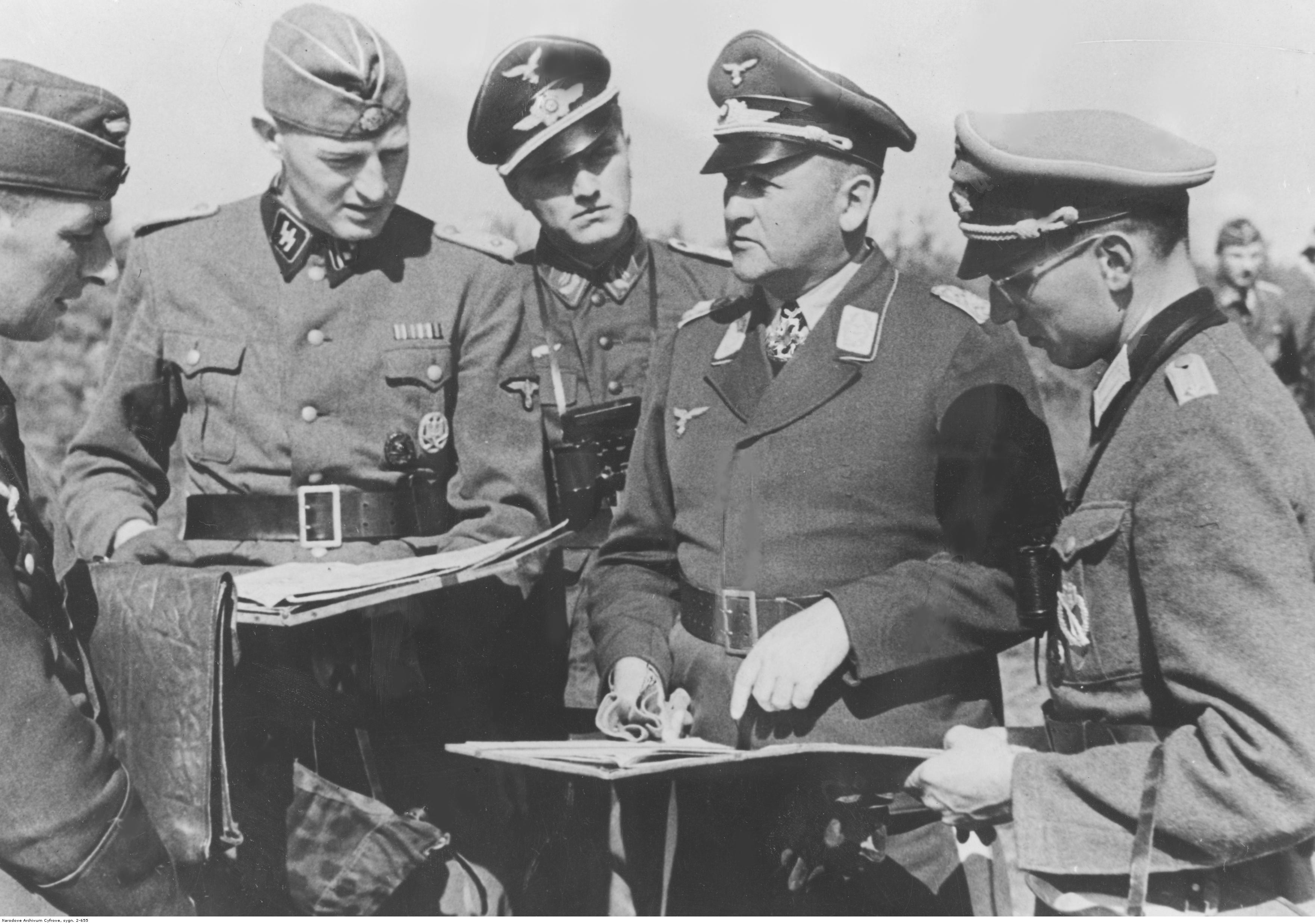
Heino von Rantzau (2. v.r.), September 1941

Heino von Rantzau (* 8. März 1894 in Karlsruhe; † 2. November 1946 in Allendorf) war ein deutscher Generalleutnant im Zweiten Weltkrieg.

## Leben
Rantzau trat nach dem Besuch der Kadettenanstalt als Leutnant am 22. März 1913 in das Großherzoglich Mecklenburgische Feldartillerie-Regiment Nr. 60 ein und fungiert bis 13. November 1914 als Batterieoffizier. Nach Ausbruch des Ersten Weltkriegs erfolgte am 14. November 1914 seine Versetzung als Regimentsadjutant in das Feldartillerie-Regiment „Generalfeldmarschall Graf Waldersee“ (Schleswigsches) Nr. 9, dem er über das Kriegsende hinaus bis zu dessen Auflösung am 24. Mai 1919 angehören sollte. Am 20. Juni 1918 hatte man Rantzau zum Oberleutnant befördert.
Er wurde in die Reichswehr übernommen und zunächst als Adjutant des II. Bataillons im 2. (Preußisches) Artillerie-Regiment verwendet. Vom 1. Oktober 1922 bis 23. September 1925 war er Batterieoffizier und im Anschluss daran gehörte er bis 30. September 1926 dem Regimentsstab in Schwerin an. Rantzau wurde dann als Zugführer zur 2. (Preußische) Fahr-Abteilung nach Rendsburg versetzt. Am 1. März 1927 hatte man ihn zum Rittmeister befördert. Vom 1. November 1927 bis 31. Januar 1928 war er Chef der dortigen 3. Eskadron und übernahm dann in gleicher Funktion die 1. Eskadron der 3. (Preußische) Fahr-Abteilung in Berlin-Lankwitz. Gleichzeitig mit seiner Beförderung zum Major am 1. Oktober 1934 wurde er zum Kommandeur der 3. Fahr-Abteilung ernannt. Aus der Einheit wurde am 1. April 1935 das Flak-Bataillon Lankwitz gebildet, das der Luftwaffe unterstand und Rantzau trat als Kommandeur zu diesem Zeitpunkt dieser Waffengattung bei. Kurze Zeit darauf wurde er am 1. Oktober 1935 Kommandeur des I. Bataillons des 6. Flak-Regiments und als solcher am 1. April 1937 zum Oberstleutnant befördert. Anschließend war Rantzau vom 1. Juli 1938 bis 25. August 1939 Kommandeur des 43. Flak-Regiments in Dessau und in dieser Funktion am 1. April 1939 Oberst geworden.
Mit Beginn des Zweiten Weltkriegs führte er die Flak-Gruppe Groß-Dessau bis 5. Juli 1940. Nach Beendigung des Westfeldzuges erhielt Rantzau das Kommando über die an der Kanalküste in Frankreich stehende Flak-Brigade IV. Am 11. Dezember 1940 gab er dieses Kommando wieder ab und übernahm die Flak-Scheinwerfer-Brigade II, aus der am 1. August 1941 die 2. Flakscheinwerfer-Division gebildet wurde. Vom 3. Februar 1942 bis 30. September 1943 wurde er als Kommandeur der 2. Flak-Division an der Ostfront im Krieg gegen die Sowjetunion eingesetzt. In der Zwischenzeit hatte man Rantzau am 1. April 1942 zum Generalmajor und am 1. Juni 1943 zum Generalleutnant befördert.
Am 1. Oktober 1943 wurde Rantzau von der Front abgezogen und zum Inspekteur der Flak-Artillerie Ost ernannt. Diese Funktion übte er bis 30. Juni 1944 aus. Anschließend folgte seine Ernennung zum Kommandierenden General der Flak-Schulen. Am 15. November 1944 übernahm er dann als Kommandierender General das Luftgaukommando XI. Kurz vor Kriegsende wurde Rantzau noch am 20. März 1945 zum Kommandierenden General des III. Flak-Korps ernannt. Am 18. April 1945 geriet Rantzau in US-amerikanische Kriegsgefangenschaft, in der er am 2. November 1946 verstarb.

## Auszeichnungen
- Eisernes Kreuz (1914) II. und I. Klasse[2]
- Verwundetenabzeichen (1918) in Schwarz[2]
- Hanseatenkreuz Hamburg[2]
- Militärverdienstkreuz (Mecklenburg) II. und I. Klasse[2]
- Deutsches Kreuz in Gold am 24. Dezember 1942[3]
- Ritterkreuz des Eisernen Kreuzes am 29. August 1943[3]
- Flak-Kampfabzeichen